# チェコ・ナショナル交響楽団
チェコ・ナショナル交響楽団（チェコ語: Český národní symfonický orchestr, ČNSO；英語: Czech National Symphony Orchestra）は、チェコの首都プラハを拠点とするオーケストラ。

## 概要
1993年にトランペット奏者ヤン・ハーズネル (Jan Hasenöhrl) によって創設された。 クラシカルな音楽ばかりではなくポピュラー音楽も、レパートリーの中心においている。また、日本人アーティストを積極的に起用し、録音も行っている。

## 首席指揮者
- ズデニェク・コシュラー（1993年–1995年）
- ポール・フリーマン（1996年–2007年）
- リボール・ペシェク（2007年–2019年）
- スティーブン・マーキュリオ（2019年～ ）[2]

## ポピュラー音楽とチェコ・ナショナル交響楽団
- 1996年にスウェーデンのアーティスト、ウルフ・ランデルのアルバム『På andra sidan drömmarna』で共演した。
- 2003年にスウェーデンのアーティスト、ロッタ・エングベリが、バラード「Nära livets mening」をプラハでオーケストラとともにレコーディング。2005年のアルバム『Kvinna & man』の最後の曲として収録されている[3]。
- 2003年8月20日に、ドイツ・ライプツィヒで日本以外で初めて行われたゲーム音楽コンサート、シンフォニックゲームミュージックコンサートにおいて、初めてゲーム音楽を演奏した。